# Kaiser Darrin
Kaiser Darrin 161 – samochód sportowy produkowany w 1954 roku przez amerykańskie przedsiębiorstwo Kaiser Motors we współpracy z Howardem Darrinem. Fabrycznie produkowany jako dwumiejscowy roadster, napędzany silnikiem o pojemności 2,6 l i mocy 90 KM, później także innymi silnikami. Powstało ich poniżej 500 sztuk.

## Historia

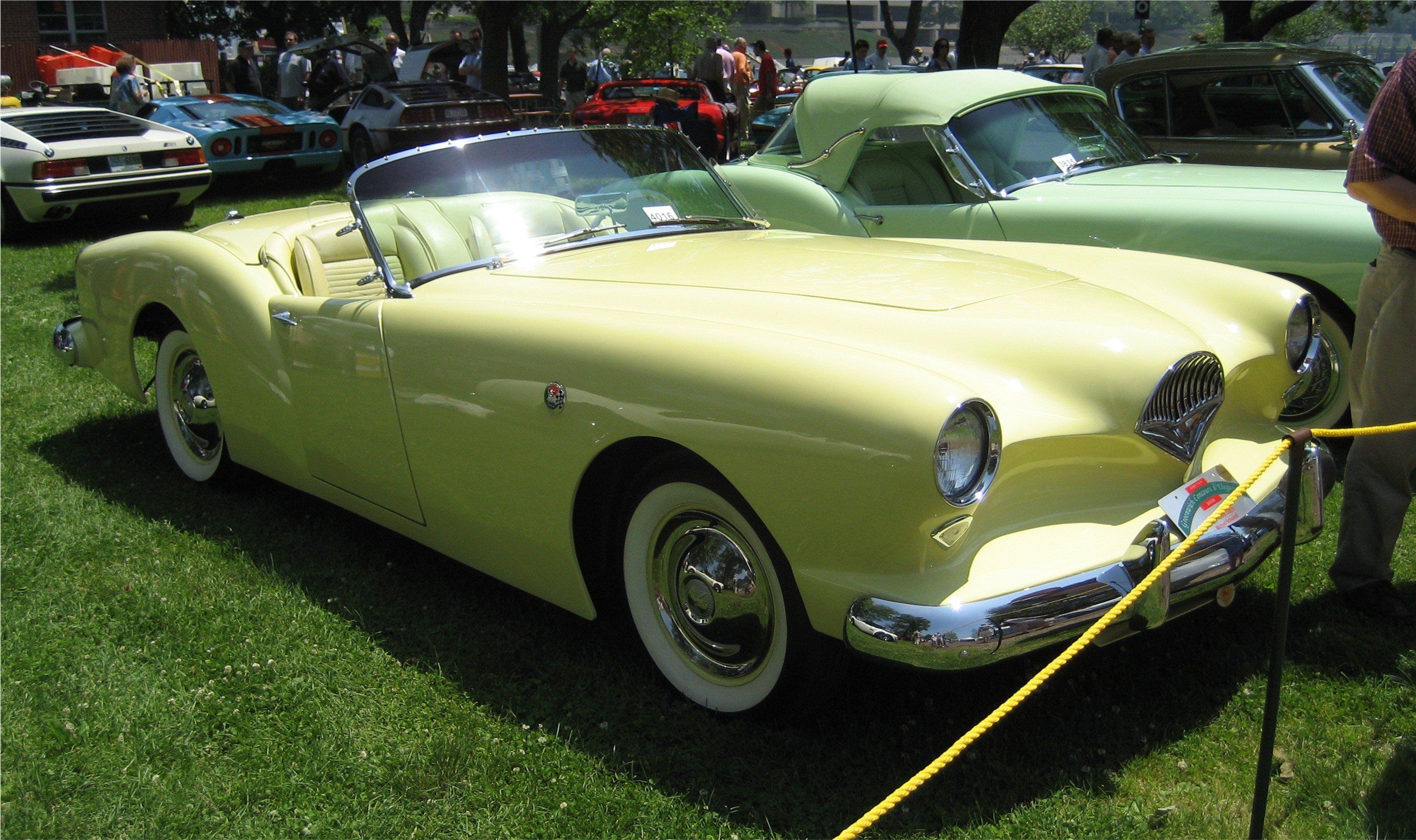
Kaiser Darrin bez dachu

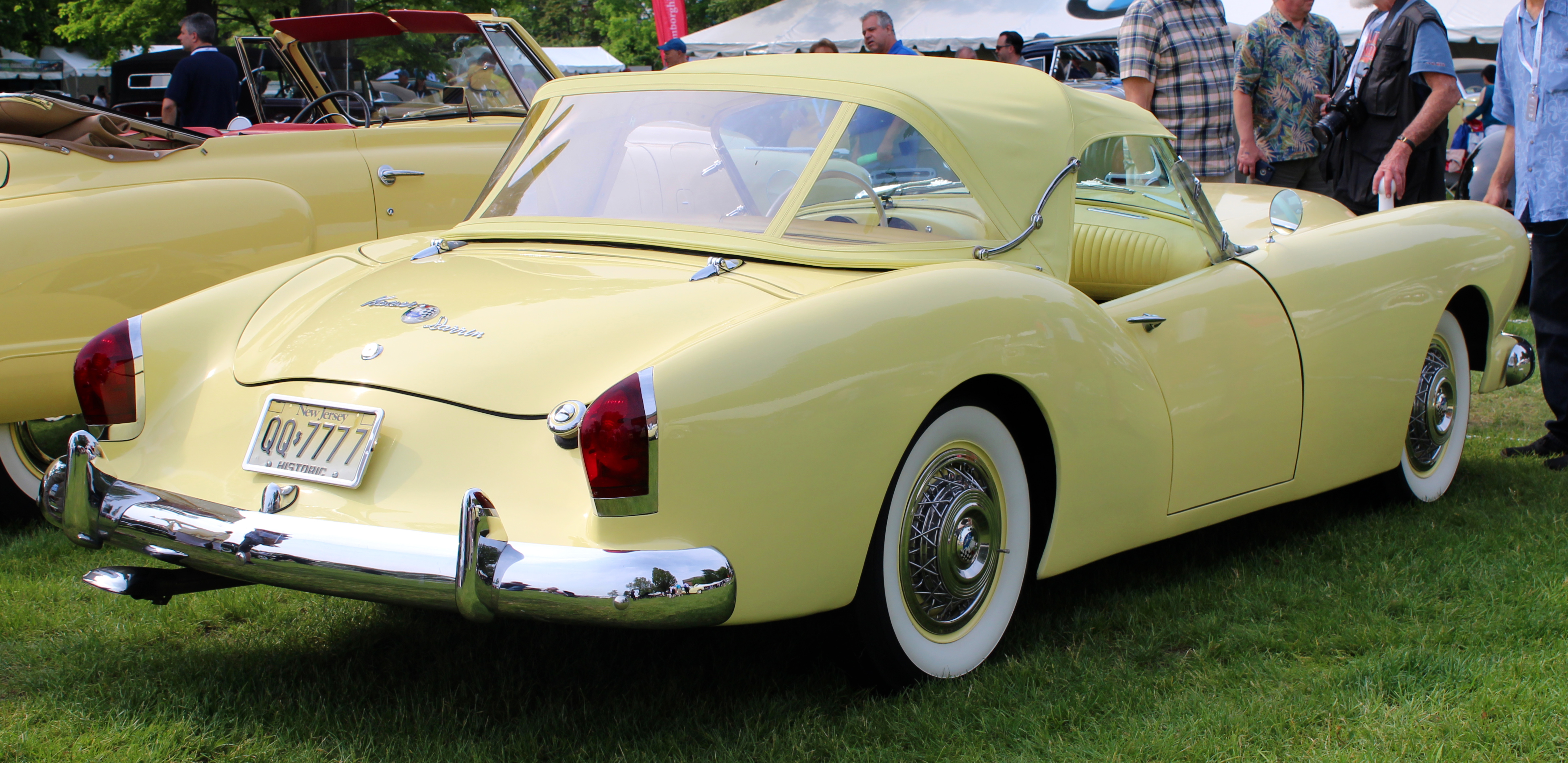
Kaiser Darrin od tyłu

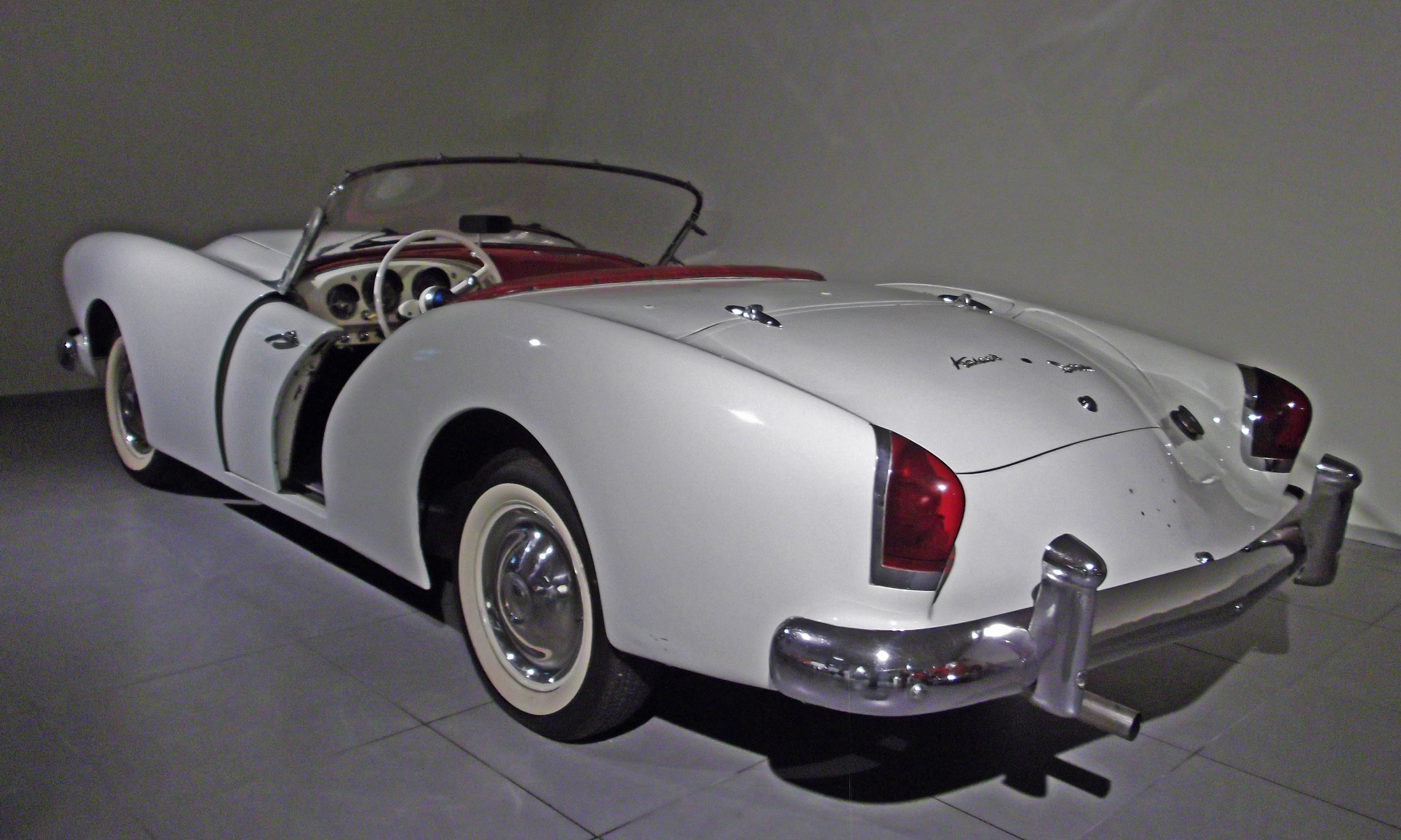
Kaiser Darrin od tyłu bez dachu

Kaiser Darrin 161 (znany po prostu jako Kaiser Darrin) był owocem współpracy amerykańskiego niezależnego koncernu motoryzacyjnego Kaiser Motors ze stylistą Howardem „Dutch” Darrinem. Był on bardziej luksusową odpowiedzią na importowane do USA brytyjskie spartańskie roadstery, jak MG TF, Austin-Healey 100 lub Triumph TR2, a zarazem próbą konkurowania z wprowadzonym w 1953 roku Chevroletem Corvette. Prototyp Darrina został zaprezentowany na wystawie Autorama w Los Angeles w 1952 roku. Został wprowadzony na rynek w styczniu 1954 roku, który był jedynym rokiem produkcji samochodu. Produkowany był w należącej do koncernu Kaisera fabryce Willysa w Toledo. Oznaczenie 161 pochodziło od pojemności skokowej silnika w calach sześciennych.
Nadwozie samochodu zbudowane było z włókna szklanego i oprócz unikalnej stylistyki przedniego pasa, zawierało takie nietypowe elementy, jak drzwi wsuwane w błotniki przednie. Samochód był wyposażony w podnoszony dach z winylu i pleksiglasu, który mógł być pozostawiony w półotwartej pozycji, oraz luksusowe wówczas dodatki, jak dywaniki, siedzenia kubełkowe i tapicerkę winylową dopasowaną do koloru nadwozia. Nadwozie zamontowane było na ramie, bazującej na kompaktowym samochodzie Henry J, o takim samym rozstawie osi.
Samochód był napędzany przez 6-cylindrowy rzędowy silnik Willysa o pojemności 2,6 l (161 cali sześciennych) i mocy 90 KM (brutto) przy 4200 obr./min. Również silnik był nieco wzmocnioną wersją jednostki samochodu Henry J. Silnik ten miał głowicę typu IOE (F-Head), aczkolwiek wczesne samochody miały jego wersję dolnozaworową (L-Head). Silnik miał jednogardzielowy gaźnik i stopień sprężania 7,6:1.  Napęd przenoszony był na tylną oś poprzez trzybiegową skrzynię mechaniczną z nadbiegiem. Opony miały rozmiar 5,90×15 i standardowo występowały z białymi ścianami i szprychowymi felgami. Zawieszenie przednie było na sprężynach śrubowych, tylny most – na resorach półeliptycznych.
Początkowo samochód kosztował 3668 dolarów, będąc najdroższym modelem marki. Użyty silnik nie zapewniał jednak wystarczająco dobrych osiągów jak na sportowy roadster, a samochód był nieco droższy od Chevroleta Corvette ze 150-konnym silnikiem (3523$). Planowano produkcję 2000 samochodów, lecz powstało ich w jedynym roku produkcji 435. W 1955 roku natomiast Kaiser zaprzestał produkcji samochodów osobowych.
Około 50 niesprzedanych samochodów zostało później odkupionych przez Darrina, nieliczne z nich zostały wyposażone w inne mocniejsze silniki, w tym Cadillac V8. Informacje na temat liczby samochodów nabytych przez Darrina i tego, czy wliczały się do wyprodukowanych, a także liczby samochodów przerobionych, są jednak rozbieżne w publikacjach. Model z silnikiem Cadillaca o mocy ponad 230 KM był sprzedawany w 1955 roku jako Darrin Special za 4350 dolarów w salonie Darrina w Los Angeles. Mógł on rozwijać prędkość ok. 225 km/h (140 mph).
Obecnie Kaiser Darrin stał się poszukiwanym klasykiem – wartość w dobrym stanie wynosi ok. 25 500 dolarów, a maksymalnie sięga ponad 127 tysięcy dolarów (2012).

## Dane techniczne
- Maksymalny moment obrotowy: 183 Nm (135 stopofuntów) przy 1600 obr./min.[1]
- Prędkość maksymalna: ok. 153 km/h[1]
- Przyspieszenie 0-97 km/h (60 mph): 14,7 s (test)[1]
- Czas przejazdu ¼ mili: 19,5 s[1]